# (1066) Lobelia
(1066) Lobelia és un asteroide que forma part del cinturó d'asteroides i va ser descobert per Karl Wilhelm Reinmuth des de l'observatori de Heidelberg-Königstuhl, Alemanya, l'1 de setembre de 1926. Inicialment va ser designat 1926 RA. Més tard es va anomenar per les lobèlies, una planta de la família de les campanulàcies.
Orbita a una distància mitjana del Sol de 2,402 ua, podent acostar-s'hi fins a 1,898 ua i allunyar-se'n fins a 2,905 ua. Té una inclinació orbital de 4,824° i una excentricitat de 0,2097. Empra 1360 dies a completar una òrbita al voltant del Sol.